# Herzégovine
L'Herzégovine (en bosnien, croate, serbe latin : Hercegovina ; en serbe cyrillique : Херцеговина) est une région géographique historique des Alpes dinariques, correspondant à la partie méridionale de l'État actuel de Bosnie-Herzégovine. Son nom vient de l'allemand Herzog (« duc ») et signifie donc « duché », elle doit son nom au duc Stefan Vukčić Kosača (1435 à 1466).
C'est au XIXe siècle qu'il fut décidé d'associer le nom de l'Herzégovine à celui de Bosnie, auparavant seul utilisé pour désigner le pays entier.

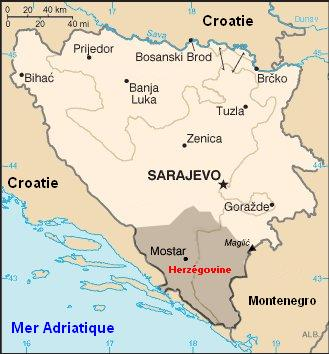
Limites approximatives de l'Herzégovine.

## Répartition entre Bosniaques, Serbes et Croates
Selon un recensement de 1991, l'Herzégovine avait une population de 437 095 habitants, ainsi répartis par nationalité : 206 457 Croates (47,2 %), 112 948 Bosniaques (25,8 %), 93 047 Serbes (21,3 %), 18 494 Yougoslaves (4,2 %) et 6 149, soit 1,4 % restants étaient enregistrés comme autres nationalités.

## L'Herzégovine historique
Au début du Moyen Âge, le territoire moderne de la Bosnie-Herzégovine était divisé en de nombreux petits États (entre cinq et trente) plus ou moins indépendants. L'Herzégovine englobait les régions de Hum (ou Zahumlje) et de Travonie. La partie ouest de l'Herzégovine appartenait au royaume de Croatie uni au royaume de Hongrie en 1102. Plus tard, l'ouest vint sous la juridiction du Ban bosniaque Étienne II Kotromanić et du roi Tvrtko Ier Kotromanić.

Drapeau de l’Herzégovine après l’annexion par l’Autriche-Hongrie en 1908.

### Apparition du nom «Herzégovine»
À la suite de l'affaiblissement de la couronne de Bosnie après la mort de Tvrtko Ier, les seigneurs Kosača, le grand-duc Sandalj Hranić (en) et son neveu, le duc (herzog) Stefan Vukčić, ont statué sur la région d'Hum la plaçant de façon officielle sous la juridiction du duc (herzog) Stefan Vukčić. Dans un document adressé à Frédéric III le 20 janvier 1448, le duc Stefan Vukčić Kosača, appelé lui-même herzog (duc), seigneur de Hum et Primorje, grand-duc du royaume de Bosnie et ses terres, officialise le contrat. Ces terres seront alors connues sous le nom de Herzégovine (Херцеговина Hercegovina) ce qui veut dire « terres du Herzog » ou « terres du duc ».

## Géographie
Elle couvre une superficie de 9 948 km2 ou, selon d'autres sources[Lesquelles ?] 10 190 km2. En effet il n'existe pas de délimitation précise et faisant consensus, entre la Bosnie et l'Herzégovine. 
Le territoire de l'Herzégovine est formé de collines et de terrains karstiques, à l'exception de la vallée de la rivière Neretva. La plus grande ville est Mostar, au centre. Les autres villes notables, tout au moins celles dont l'appartenance à l'Herzégovine ne fait pas débat, sont Konjic et Čapljina.

## Personnes célèbres de Herzégovine
- Stefan Ier Nemanjić : souverain serbe
- Saint Sava : fondateur de l'Église orthodoxe serbe autocéphale